# Valerian Aleksandrovich Frolov
Valerian Aleksandrovich Frolov (tiếng Nga: Валериан Александрович Фролов; 1895 - 1961) là một Thượng tướng Liên Xô (1943) trong Chiến tranh Vệ quốc vĩ đại.
Frolov từng tham gia Thế chiến thứ nhất và Nội chiến Nga. Năm 1924, ông tốt nghiệp khóa đào tạo Vystrel của Hồng quân. Từ tháng 6 năm 1937, ông là Tư lệnh Sư đoàn 16 Bộ binh. Từ tháng 10 năm 1937 đến tháng 9 năm 1938, ông tham gia vào Nội chiến Tây Ban Nha. Kể từ tháng 1 năm 1939, ông là chỉ huy của Quân đoàn súng trường 1. Tháng 10 năm 1939, ông trở thành chỉ huy của Cụm binh đoàn Murmansk, sau đổi thành Tập đoàn quân 14, tham gia vào chiến tranh Xô-Phần, hoạt động ở vùng Cực Bắc.
Khi Chiến tranh Vệ quốc vĩ đại nổ ra tháng 6 năm 1941, ông vẫn là chỉ huy của Tập đoàn quân 14, và từ tháng 9 năm 1941 đến tháng 2 năm 1944, là Tư lệnh Phương diện quân Karelia.
Sau chiến tranh, từ năm 1945 đến năm 1956, ông là chỉ huy Quân khu Belomorsky và Quân khu Arkhangelsk. Từ năm 1956, ông được chuyển sang ngạch dự bị.

## Giải thưởng
- Ba Huân chương Lenin
- Bốn Huân chương Cờ đỏ
- Huân chương Kutuzov (hạng 1)

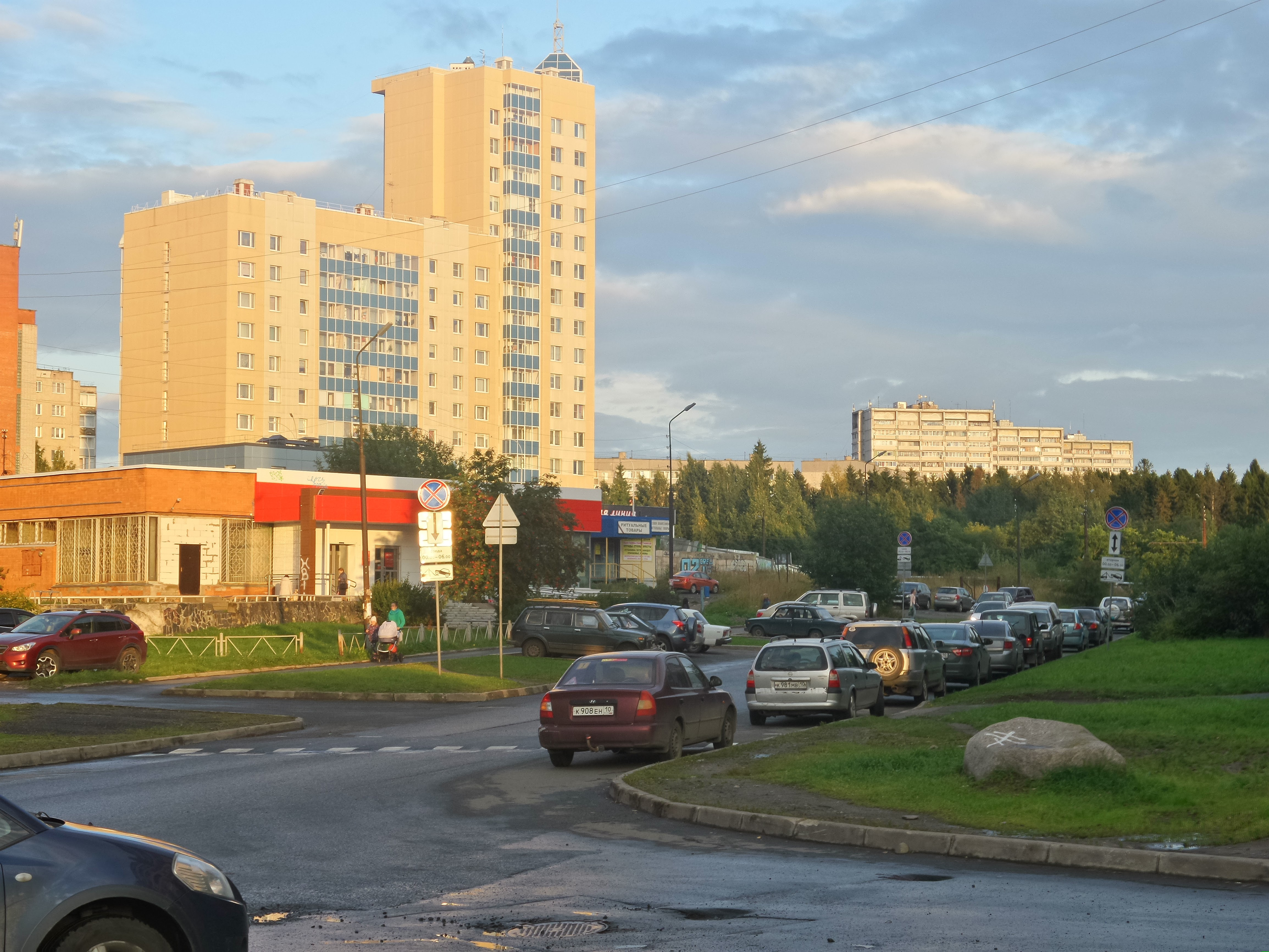
Phố Tướng Frolov tại Petrozavodsk.2017.

- Huân chương Bogdan Khmelnitsky (hạng 1)
- Huân chương Sao Đỏ

...và nhiều huân chương khác.
Một con phố được đặt theo tên ông để vinh danh ở quận Kukkovka của thủ phủ Petrozavodsk của Karelia.

## Lược sử quân hàm
- Đại tá (17.02.1936)
- Lữ đoàn trưởng (комбриг) (17.02.1938)
- Sư đoàn trưởng (комдив) (21.01.1939)
- Quân đoàn trưởng (комкор) (23.12.1939)
- Trung tướng (04.06.1940)
- Thượng tướng (28.04.1943)